# Denman Island
Denman Island är en ö i Kanada.   Den ligger i provinsen British Columbia, i den sydvästra delen av landet, 3 700 km väster om huvudstaden Ottawa. Arean är 51 kvadratkilometer.
Terrängen på Denman Island är platt. Öns högsta punkt är 126 meter över havet. Den sträcker sig 14,7 kilometer i nord-sydlig riktning, och 11,7 kilometer i öst-västlig riktning.
Runt Denman Island är det ganska glesbefolkat, med 27 invånare per kvadratkilometer.